# Флоріан Граф
Флоріа́н Граф (нім. Florian Graf; нар. 24 липня 1988, Фрейунг, Німеччина) — німецький біатлоніст, чемпіон Європи з біатлону 2011 року, дворазовий чемпіон світу серед юніорів, учасник етапів кубка світу з біатлону.

## Виступи на чемпіонатах світу
| Рік  | Місце проведення     | Інд | Спр | Пр | МС | Ест | ЗМ |
| 2012 | Рупольдінг           |     | 34  | 38 |    |     |    |
| 2013 | Нове Место-на-Мораві | 40  |     |    |    |     |    |

## Кар'єра в Кубку світу
- Дебют в кубку світу — 17 березня 2011 року в спринті в Осло — 10 місце.
- Перше попадання до залікової зони — 17 березня 2011 року в спринті в Осло — 10 місце.
- Перше попадання на розширений подіум — 9 грудня 2011 року в спринті в Гохфільцені — 7 місце.
- Перший  подіум — 22 січня 2012 року в естафеті в Антхольці — 2 місце.

У 2011 році Флоріан дебютував на етапах кубка світу з біатлону в Осло, де провів 3 гонки. У всіх трьох гонках йому вдалося потрапити до залікової зони та за підсумками сезону увійти до загального заліку біатлоністів, посівши 58 місце.
В наступному сезоні Флоріан брав участь у 8 із 9 етапів Кубка світу. Майже у всіх гонках йому вдалося потрапити до залікової зони і за результатами сезону посісти 21 місце у загальному заліку.

## Загальний залік в Кубку світу
- 2010-2011 — 58-е місце (87 очок)
- 2011-2012 — 21-е місце (428 очок)
- 2012-2013 — 25-е місце (374 очки)

## Статистика стрільби
| № п/п | Сезон     | Загальна        | Індивідуальна гонка | Спринт        | Гонка переслідування | Мас-старт     | Естафета      |
| ----- | --------- | --------------- | ------------------- | ------------- | -------------------- | ------------- | ------------- |
| 1     | 2010-2011 | 83,3% (50/60)   | 0,0% (0/0)          | 75,0% (15/20) | 85,0% (17/20)        | 90,0% (18/20) | 0,0% (0/0)    |
| 2     | 2011-2012 | 81,0% (315/389) | 87,5% (35/40)       | 76,7% (69/90) | 84,3% (118/140)      | 80,0% (64/80) | 74,4% (29/39) |
| 3     | 2012-2013 | 83,4% (316/379) | 83,3% (50/60)       | 88,8% (71/80) | 81,7% (98/120)       | 83,8% (67/80) | 76,9% (30/39) |

## Статистика
У таблиці наведено статистику виступів біатлоніста в Кубку світу.
- Місця 1–3: кількість подіумів
- Чільна 10: кількість фінішів у першій десятці
- В очках: кількість виступів, на яких біатлоніст здобував очки
- Старти: кількість стартів
- Естафета: включно зі змішаною

| Місця                              | Індивід. | Спринт | Персьют | Мас-старт | Естафета | Разом |
| ---------------------------------- | -------- | ------ | ------- | --------- | -------- | ----- |
| 1                                  |          |        |         |           |          |       |
| 2                                  |          |        |         |           | 1        | 1     |
| 3                                  |          |        |         |           | 1        | 1     |
| Чільна 10                          | 1        | 4      | 3       | 2         | 6        | 16    |
| В очках                            | 3        | 15     | 14      | 9         | 6        | 47    |
| Стартів                            | 5        | 20     | 14      | 9         | 6        | 54    |
| Станом на: кінець сезону 2012/2013 |          |        |         |           |          |       |